# Leptaleus rodriguesi
Leptaleus rodriguesi là một loài bọ cánh cứng trong họ Anthicidae. Loài này được Latreille miêu tả khoa học năm 1804.